# Муніципальна бібліотека Нанта
Муніципа́льна бібліоте́ка На́нта (фр. Bibliothèque municipale de Nantes) — публічна бібліотека у Франції, розташована в місті Нант (регіон Пеї-де-ла-Луар). Міська бібліотечна система складається з кількох об'єднаних у мережу бібліотек, головною з яких є медіатека Жака Демі (набережна Фосс, 24).

## Історія
Перша публічна бібліотека в Нанті була відкрита 29 листопада 1753 року за угодою між муніципалітетом і священниками-ораторіанцями, які надали громадськості доступ до своєї бібліотеки, фонд якої становив приблизно 10 000 томів. Уряд міста взяв на себе зобов'язання оплачувати поточні витрати: до п'ятисот ліврів як заробітну плату директора бібліотеки та до трьохсот ліврів на поповнення фонду.
Під час Французької революції обсяг фонду бібліотеки подвоївся через конфіскації, проведені в цей період. У 1893 році Дон Боннар, колишній бенедиктинець, який відповідав за опис фонду, нарахував 22 429 томів.
28 січня 1803 року колекції, конфісковані у революційний період, були передані муніципальній владі. 26 лютого 1809 року бібліотека розташувалася на другому поверсі Halle au Blé.
Після революції 1848 року мером Нанта став Еваріст Коломбель. Він призначив поета Еміля Пеана директором міської бібліотеки. Пеан залишався на цій посаді до своєї смерті в 1876 році і протягом усього цього часу активно поповнював книжкові фонди. Таким чином, якщо в період з 1809 по 1848 рік середній приріст фонду коштом пожертв або купівлі становив всього 300 книг на рік, то після приходу Пеана цей середній показник зріс до 1000—1200 книг на рік. За 28 років обсяг фонду зріс з 36 000 до 100 000 одиниць зберігання. Паралельно проходило укладання каталогу, перший том якого вийшов 1859 року. У цей же період Halle au Blé знесли, тому в 1881 бібліотека переїхала в будинок монастиря візитанток, а 19 квітня 1900 року — в будинок Музею образотворчих мистецтв.
Відповідно до указу від 31 січня 1920 року директор бібліотеки Марсель Жиро-Манжен та його заступник Луї Гримо поєднували свої обов'язки з обов'язками директорів муніципальних архівів, одержуючи за це щорічні виплати в розмірі 2000 та 1800 франків відповідно. Така система управління діяла до 25 квітня 1975.
Після Другої світової війни бібліотека створила мережу допоміжних структур: бібліотеки Гарде-Дье та Шантене у 1945 році, бібліотеку Ерлона у 1954 році та бібліотеку Брей-Мальвілля у 1968 році. У 1968 році запустили перший букмобіль «Нант» з 6000 томами на борту (другий букмобіль мали ввести в експлуатацію у 1996 році). У квітні 1982 року почалася комп'ютеризація всієї громадської читацької мережі. У 1981 та 1982 роках відкрилися бібліотеки Дулона та Альвека, а у 1983 році — бібліотека Ла Буасьєра. У 1984 році в будівлі колишньої тютюнової фабрики відкрили першу мультимедійну та комп'ютеризовану бібліотеку в Нанті.
Роком пізніше, в 1985 році, більшість фондів, що зберігалися до цього в Музеї образотворчих мистецтв, передали в нову медіатеку Жака Демі. Протягом наступних тридцяти років відкрили ще три мультимедійні бібліотеки.

## Сучасний стан
У 2015 році в бібліотеці працювало 160 осіб. Обсяг фонду становив:
- 400 000 документів у вільному доступі;
- 13 500 оцифрованих документів з можливістю віддаленого доступу;
- 284 тисячі документів спадщини;
- 204 000 навчальних документів із можливістю віддаленого доступу;
- 1400 підписок на журнали та онлайн-ресурси.

Щорічно 1 600 000 документів видають понад 46 500 читачам.

## Фонд Жуля Верна
Бібліотека володіє великою колекцією Жуля Верна в рамках Центру Вернівських досліджень і Музею Жуля Верна, яка є результатом пожертвувань і політики придбання: 95 рукописів письменника, деякі з них неопубліковані, були придбані в 1981 році містом Нант.